# De kellner en de levenden
De kellner en de levenden is een  eschatologische fantasyroman van Simon Vestdijk uit 1949. In het verhaal wordt een nachtelijke dwaaltocht van twaalf levenden in het dodenrijk beschreven.

## Thema
Twaalf levenden belanden in een stationswachtkamer.  Dit keer  ligt er een weddenschap tussen De Vader en De Zoon aan de gebeurtenissen ten grondslag. Geplaatst voor de optie om God zijn onvolmaakte schepping en hun eigen bestaan te vervloeken, met als doel helse martelingen te ontlopen, kiezen de twaalf eensgezind voor de terugkeer naar het bekende flatgebouw.

## Verhaal
Elf bewoners en één bezoeker van een ogenschijnlijk willekeurig flatgebouw worden op een avond zonder veel plichtplegingen door de politie opgepakt en meegevoerd naar de plaatselijke bioscoop. Daarna vinden gebeurtenissen plaats die de twaalf op drie manieren wisselend in de tijd proberen te duiden:
- Een stunt van het bioscoopconcern
- Een droom
- Het laatste moment voor de eindtijd.

Het blijkt namelijk tijdens hun reis keer op keer dat zij als levenden administratief verdwaald lijken te zijn tussen overledenen. Sommige doden zijn bekenden van de twaalf en ze voeren gesprekken met hen. Naarmate de nacht vordert verdwijnt de tijd en worden de twaalf meer bewust dat de organisatie moeite doet om levenden apart te houden van de overledenen. Een gestorven herdershond van een flatbewoner ziet kans zich blijvend bij de twaalf te voegen en vergezelt hen tot aan het einde. Ze belanden in een min of meer afgesloten stationswachtkamer, waaruit ze wel vrijelijk kunnen vertrekken. Treinen vertrekken voortdurend naar onduidelijke bestemmingen.
Centraal staat de strijd tussen de vriendelijke kellner die hen probeert te beschermen tegen zijn collega oberkellner Leenderts. Laatstgenoemde lijkt aan de winnende hand en neemt de twaalf min of meer gevangen. De twaalf werden eerder al overgehaald tot een collectieve biecht door de vriendelijke kellner die wijn in plaats van het gevraagde water schenkt.
Leenderts verzoekt hen God te vervloeken en als dat niet lukt dan vraagt hij de twaalf een alternatief offer. Ze moeten hun eigen bestaan loochenen, dan zullen de toekomstige helse martelingen hun bespaard blijven, want in zijn hel zullen ze terechtkomen. Het lijkt er inmiddels op dat de Eindtijd met de beslissende strijd tussen Goed en Kwaad door het Kwaad zal worden gewonnen.
Om diverse redenen besluiten de twaalf Leenderts te weerstaan en met hulp van de vriendelijke kellner ontsnappen ze en ze geraken zelfs richting huis. Vlak voor hun thuiskomst in de vroege ochtend komt de vriendelijke kellner in persoon duiding geven.
Hun doorleefde nacht was een weddenschap. Zou de mens de onvolmaaktheid van de schepping God euvel duiden en zou hij zelfs het hem geschonken bestaan verloochenen? Ze hadden dus de weddenschap goed doen aflopen en ze waren geslaagd. Nu echter was het zaak deze nacht te vergeten. Een andere mogelijkheid kan eenvoudig niet omdat het binnenloodsen van 12 levenden in het rijk van de overledenen het systeem al maximaal beproefd had. Wim Kwets, de eigenaar van de hond, wil niet van het teruggevonden dier scheiden en omdat de hond niet mee mag terug de flat in vergezelt hij met zijn hond de kellner. De elf keren huiswaarts. Wim is overleden aan zijn tuberculose.

## Bewerkingen
- In 2005 werd er een hoorspel gebaseerd op de roman uitgebracht, in de regie en bewerking door Hans van Hechten.[7]